# Monica Willner
Ruby Monica Birgitta Willner Behrman, född 18 april 1941 i Göteborg, är en svensk målare och skulptör.
Hon är dotter till redaktören Nils-Bertil Starmoon och Ruby Eira Aurora Hansson och gift 1960–1965 med försäljaren John Sonny Willner. Hon studerade vid Slöjdföreningens aftonskola 1957–1958 och 1963–1964 samt vid Konstindustriskolan i Göteborg. Hon studerade keramik för Astrid Anderberg 1957 och bedrev självstudier under resor till Danmark och Frankrike. Hon medverkade i samlingsutställningar i Nyköping, Arvika och Halmstad samt Göteborgs konstförenings Decemberutställningar på Göteborgs konsthall. Hannes bildkonst består av porträtt och landskapsskildringar utförda i olja, akvarell eller gouache och som skulptur arbetar hon i gips eller trä.  